# Acanthonemus
Acanthonemus è un genere di pesci ossei estinto, appartenente ai perciformi. Visse nell'Eocene medio (circa 49 milioni di anni fa) e i suoi resti fossili sono stati ritrovati in Italia, nel famoso giacimento di Bolca.

## Descrizione
Di piccole dimensioni, questo pesce solitamente non superava i 15 centimetri di lunghezza. Possedeva un corpo di forma ovale e compresso lateralmente, molto appiattito. La testa era corta e profonda, ed era dotata di occhi piccoli. La parte anteriore della pinna dorsale era sostenuta da lunghissimi raggi molto spessi, che superavano in lunghezza il corpo stesso. La parte posteriore della pinna dorsale era invece sorretta da raggi corti e sottili. Analogamente la pinna anale era dotata di quattro raggi ben distanziati, allungatissimi e particolarmente robusti nella parte anteriore, e di numerosi raggi corti e sottili in quella posteriore. Sia la pinna anale che quella dorsale si congiungevano alla radice della pinna caudale. Le pinne pettorali erano corte e appuntite, mentre le pinne pelviche erano un po' più allungate e sottili. La pinna caudale era larga e non biforcuta.

## Classificazione
Il genere Acanthonemus venne descritto per la prima volta da Louis Agassiz nel 1834, sulla base di resti fossili ritrovati nella Pesciara di Bolca, in provincia di Verona. La specie tipo è Acanthonemus filamentosus, ma a questo genere è stata attribuita anche la specie A. subaureus, precedentemente descritta da de Blainville. 

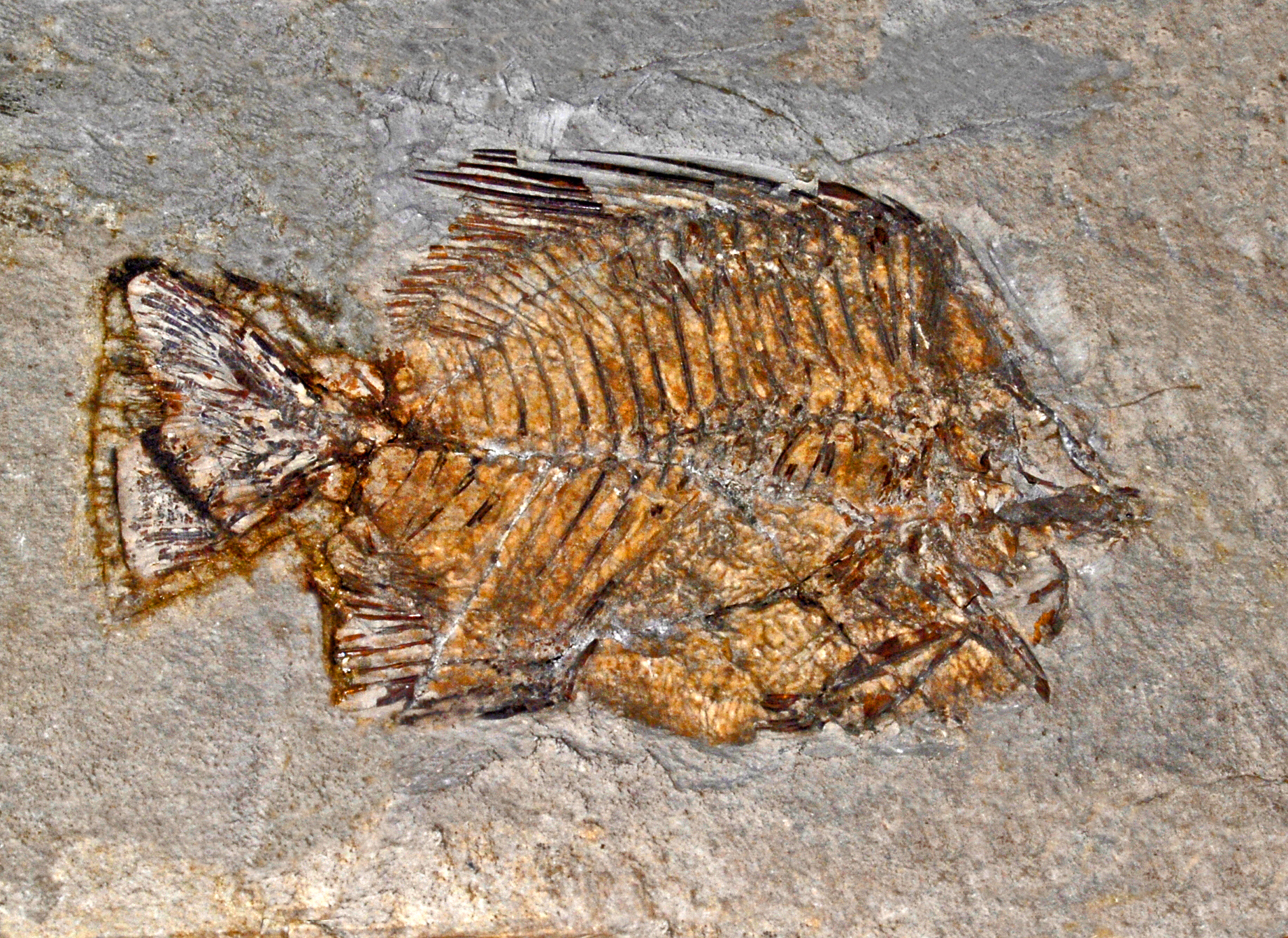
Fossile di Acanthonemus filamentosus

Acanthonemus venne a lungo considerato un rappresentante degli acanturidi, un gruppo di pesci perciformi attualmente rappresentati da numerose forme tropicali note come pesci chirurgo, ma più di recente è stato attribuito a una famiglia a sé stante, Acanthonemidae, considerata affine ai veri acanturidi (Bannikov, 1991).

## Paleoecologia
Probabilmente Acanthonemus si nutriva almeno in parte di organismi vegetali presenti nelle acque calme e basse di una laguna tropicale.